# Riskulltjärnarna (Åsele socken, Lappland, 709677-159754)
Riskulltjärnarna är en sjö i Åsele kommun i Lappland och ingår i Ångermanälvens huvudavrinningsområde.